# Municipi de Pajala
Pajala (en suec: Pajala kommun) és un municipi del Comtat de Norrbotten, al nord de Suècia. El seu centre administratiu està situat a Pajala.

## Localitats
Hi ha quatre localitats (o àrees urbanes) al Municipi de Pajala:
| # | Localitat    | Població |
| - | ------------ | -------- |
| 1 | Pajala       | 1,985    |
| 2 | Korpilombolo | 548      |
| 3 | Junosuando   | 345      |
| 4 | Kangos       | 278      |

El centre administratiu és en negreta

## Agermanaments
El Municipi de Pajala manté una relació d'agermanament amb les següents localitats:
- Målselv, Noruega
- Kolari, Finlàndia
- Olenegorsk, Rússia